# Raphael Warnock
Raphael Gamaliel Warnock (Savannah, Georgia, 23 juli 1969) is een Amerikaans pastor en politicus van de Democratische Partij. Sinds 20 januari 2021 is hij senator voor Georgia.
Op 5 januari 2021 won hij de tweede ronde van de speciale Senaatsverkiezingen in Georgia van de zittende Republikeinse senator Kelly Loeffler. De eerste ronde van de speciale Senaatsverkiezingen vond plaats op 3 november 2020. Warnock nam het op tegen Loeffler en achttien andere kandidaten, waaronder afgevaardigde Doug Collins, Deborah Jackson en Matt Lieberman. Omdat geen van de kandidaten meer dan de helft van de stemmen kreeg, vond er op 5 januari 2021 een tweede verkiezingsronde plaats tussen koplopers Warnock en Loeffler.
Op dezelfde dag won de Democratische kandidaat Jon Ossoff de tweede verkiezingsronde voor de andere Senaatszetel van Georgia van de voormalige Republikeinse senator David Perdue. Hiermee kwam de zetelverdeling in de Senaat uit op 50-50, wat met de doorslaggevende stem van de Democratische vicepresident neerkwam op een meerderheid voor de Democraten.
Tijdens de tussentijdse verkiezingen van 2022 versloeg hij in de tweede ronde de Republikeinse Trumpist Herschel Walker.
- Gemeinsame Normdatei: 1051266858
- Library of Congress Control Number: n2013031019
- Nederlandse Thesaurus van Auteursnamen: 374776733
- SNAC: w6j20th4
- Biographical Directory of the United States Congress: W000790
- Virtual International Authority File: 301206857
- WorldCat: E39PBJqBmmDFPxKXhBb96XxRrq

Alabama: Tuberville (R) · Britt (R)
Alaska: Murkowski (R) · Sullivan (R)
Arizona: Kelly (D) · Gallego (D)
Arkansas: Boozman (R) · Cotton (R)
Californië: Padilla (D) · Schiff (D)
Colorado: Bennet (D) · Hickenlooper (D)
Connecticut: Blumenthal (D) · Murphy (D)
Delaware: Coons (D) · Blunt Rochester (D)
Florida: R. Scott (R) · Moody (R)
Georgia: Ossoff (D) · Warnock (D)
Hawaï: Schatz (D) · Hirono (D)
Idaho: Crapo (R) · Risch (R)
Illinois: Durbin (D) · Duckworth (D)
Indiana: Young (R) · Banks (R)
Iowa: Grassley (R) · Ernst (R)
Kansas: Moran (R) · Marshall (R)
Kentucky: McConnell (R) · Paul (R)
Louisiana: Cassidy (R) · Kennedy (R)
Maine: Collins (R) · King (O)
Maryland: Van Hollen (D) · Alsobrooks (D)
Massachusetts: Warren (D) · Markey (D)
Michigan: Peters (D) · Slotkin (D)
Minnesota: Klobuchar (D) · Smith (D)
Mississippi: Wicker (R) · Hyde-Smith (R)
Missouri: Hawley (R) · Schmitt (R)
Montana: Daines (R) · Sheehy (R)
Nebraska: Fischer (R) · Ricketts (R)
Nevada: Cortez Masto (D) · Rosen (D)
New Hampshire: Shaheen (D) · Hassan (D)
New Jersey: Booker (D) · Kim (D)
New Mexico: Heinrich (D) · Luján (D)
New York: Schumer (D) · Gillibrand (D)
North Carolina: Tillis (R) · Budd (R)
North Dakota: Hoeven (R) · Cramer (R)
Ohio: Moreno (R) · Husted (R)
Oklahoma: Lankford (R) · Mullin (R)
Oregon: Wyden (D) · Merkley (D)
Pennsylvania: Fetterman (D) · McCormick (R)
Rhode Island: Reed (D) · Whitehouse (D)
South Carolina: Graham (R) · T. Scott (R)
South Dakota: Thune (R) · Rounds (R)
Tennessee: Blackburn (R) · Hagerty (R)
Texas: Cornyn (R) · Cruz (R)
Utah: Lee (R) · Curtis (R)
Vermont: Sanders (O) · Welch (D)
Virginia: Warner (D) · Kaine (D)
Washington: Murray (D) · Cantwell (D)
West Virginia: Moore Capito (R) · Justice (R)
Wisconsin: Johnson (R) · Baldwin (D)
Wyoming: Barrasso (R) · Lummis (R)
(D): Democraat · (R): Republikein · (O): Onafhankelijk